# Francesco Cavalli
Pour les articles homonymes, voir Cavalli.
Francesco Cavalli, de son vrai nom Pier Francesco Caletti-Bruni, né le 14 février 1602 à Crema, dans la province de Crémone, en Lombardie, et mort le 14 janvier 1676 à Venise, est un compositeur et organiste italien. Il avait pris pour pseudonyme le nom d'un noble vénitien qui était son mécène.

## Biographie
Il devient chanteur à la basilique Saint-Marc de Venise en 1616, puis second organiste en 1639, premier organiste en janvier 1665 et enfin maître de chapelle en 1668 à la tête de la Cappella Marciana. Malgré cette longue carrière de musicien d'église, il est surtout connu pour ses opéras.
Le 7 janvier 1630, il épouse à Venise la veuve Maria Sozomeno.
Il commence à écrire pour la scène lyrique en 1639 (Le Nozze di Teti e di Peleo). En 1646, l'Egisto est montée au théâtre du Petit-Bourbon à Paris. Le 5 janvier 1649 est présentée au Teatro San Cassiano, pendant le Carnaval de Venise, la première de Il Giasone qui, avec ses dix-huit représentations vénitiennes et ses vingt-quatre productions recensées en Europe jusqu'en 1681, est l'opéra italien le plus représenté au XVIIe siècle, preuve que la renommée de Cavalli s'étend largement au-delà de la péninsule italienne. Il est d'ailleurs invité de nouveau à Paris en 1660 pour y produire l'opéra Xerse. Deux ans plus tard, il y revient pour la représentation de son Ercole amante dans la salle des Machines du palais des Tuileries, cette œuvre ayant été écrite à l'occasion du mariage de Louis XIV. Très en demande, le compositeur peut se permettre de renoncer à entrer au service de la cour de Cologne, installée en 1664 à Bonn, où il enverra comme remplaçant son élève Giovanni Battista Volpe.
Il meurt à Venise en janvier 1676.

## Œuvre et influence
Cavalli est probablement le compositeur le plus important de sa génération en ce qui concerne l'opéra public, genre musical alors en plein développement. Contrairement à Claudio Monteverdi qui dispose pour ses premières œuvres d'orchestres très fournis en toutes sortes d'instruments, Cavalli utilise dans ses opéras un orchestre à cordes avec basse continue très réduite afin de s'adapter aux moyens limités des opéras publics.
Cavalli émaille sa musique d'airs mélodieux et utilise pour ses livrets des personnages-types populaires à l'époque. Ses opéras se caractérisent par des effets dramatiques forts, une grande facilité musicale et un humour burlesque qui est le propre de l'opéra italien jusqu'à la mort d'Alessandro Scarlatti. Puisque seuls quelques opéras d'autres compositeurs comme Claudio Monteverdi et Antonio Cesti nous sont parvenus, ceux de Cavalli fournissent un exemple unique du développement continu d'un compositeur dans ce genre du début à la fin du XVIIe siècle à Venise. Ce développement est particulièrement intéressant pour les chercheurs parce que l'opéra, un genre encore nouveau lorsque Cavalli commence à en composer, était devenu, à la fin de sa carrière, un spectacle public très populaire.
L'œuvre de Cavalli compte quarante et un opéras, dont vingt-sept nous sont parvenus, conservées à la Biblioteca Nazionale Marciana (Bibliothèque nationale de Saint-Marc) de Venise. 
En plus des opéras, Cavalli a composé un Magnificat dans le grand style polychoral vénitien, des antiennes mariales et une messe de Requiem en huit parties, probablement destinée à ses propres funérailles, ainsi que quelques pièces de musique instrumentale.

## Adaptations
La musique de Cavalli a été revisitée au XXe siècle, comme le montrent les productions par le festival de Glyndebourne de La Calisto en 1970 et d'Hipermestra en 2017.
En 2015, Christina Pluhar et l'ensemble L'Arpeggiata enregistrent L'Amore Innamorato. La même année paraît Sospiri d'amore, avec Giulia Semenzato, soprano ; Raffaele Pe, alto ; l'orchestre La Venexiana sous la direction de Claudio Cavina, et dont Olivier Lexa, dans le livret qu'il a composé, écrit : « Comment résumer, en une heure de musique, une trentaine d’opéras de Cavalli – qui plus est, avec une grande majorité de pièces inédites au disque ? ».

## Liste des compositions

### Opéras
- Le nozze di Teti e di Peleo (1639)
- La Dafne (1640)
- La Didone (1641)
- L'Amore innamorato (1642)
- La virtù de' strali d'Amore (1642)
- L'Egisto (1643)
- L'Ormindo (1644)
- La Doriclea (1645)
- Il Titone (1645, musique perdue)
- Il Giasone (5 janvier 1649, c'est le plus populaire de ses opéras)
- L'Euripo (1649, musique perdue)
- L'Orimonte (1650)
- L'Oristeo (1651), recréé en 2016 au Théâtre national de Marseille
- La Rosinda (1651)
- La Calisto (1652)
- L'Eritrea (1652)
- Il Delio (La Veremonda, l'amazzone di Aragona) (1652)
- L'Orione (1653)
- Il Ciro (1654)
- L'Hipermestra (L'Ipermestra) (1654)
- Xerse (1655)
- L'Erismena (1655)
- La Statira (Statira principessa di Persia) (18 janvier 1655)
- L'Artemisia (1657)
- Impermnestra (12 juin 1658)
- L'Antioco (1659, musique perdue)
- Il rapimento d'Helena (Elena (en)) (1659)
- L'Ercole (Ercole amante) (7 février 1662)
- Scipione affricano (1664)
- Mutio Scevola (Muzio Scevola) (1665)
- Il Pompeo Magno (1666)
- L'Eliogabalo (1667)
- Coriolano (1669, musique perdue)
- Massenzio (1673, musique perdue)

### Œuvres sacrées
- Magnificat a 7 (1650)
- Musiche sacre concernenti messa, e salmi concertati con istromenti, imni, antifone et sonate (1656)
- Antiennes à la Vierge (1656)
- Vespro della beata Vergine (1675)
- Missa pro defunctis per octo vocibus (1675)